# Кондакова
Кондако́ва (рос. Кондакова) — присілок у складі Шадрінського району Курганської області, Росія. Входить до складу Верхозінської сільської ради.
Населення — 63 особи (2010, 91 у 2002).
Національний склад станом на 2002 рік: росіяни — 94 %.